# 托普樂肯
托普樂肯（Topotecan；商品名：Hycamtin®，癌康定）是一種化學治療藥物，為拓樸異構酶I抑制物，一般用來治療卵巢癌與肺癌等癌症。

## 给药方式
为静脉注射，不过有口服的研究。

## 副作用
- 腹泻
- 低血细胞计数
- 骨髓抑制
- 容易受到感染